# Shanghai: True Valor
Shanghai: True Valor (Shanghai Matekibuyuu) est un jeu vidéo de mah-jong développé par Sunsoft et édité par Tecmo et Activision sur borne d'arcade en 1998. Il est porté sur PlayStation,,.

## Portage
- PlayStation : 1998